# قانون العمل في الولايات المتحدة

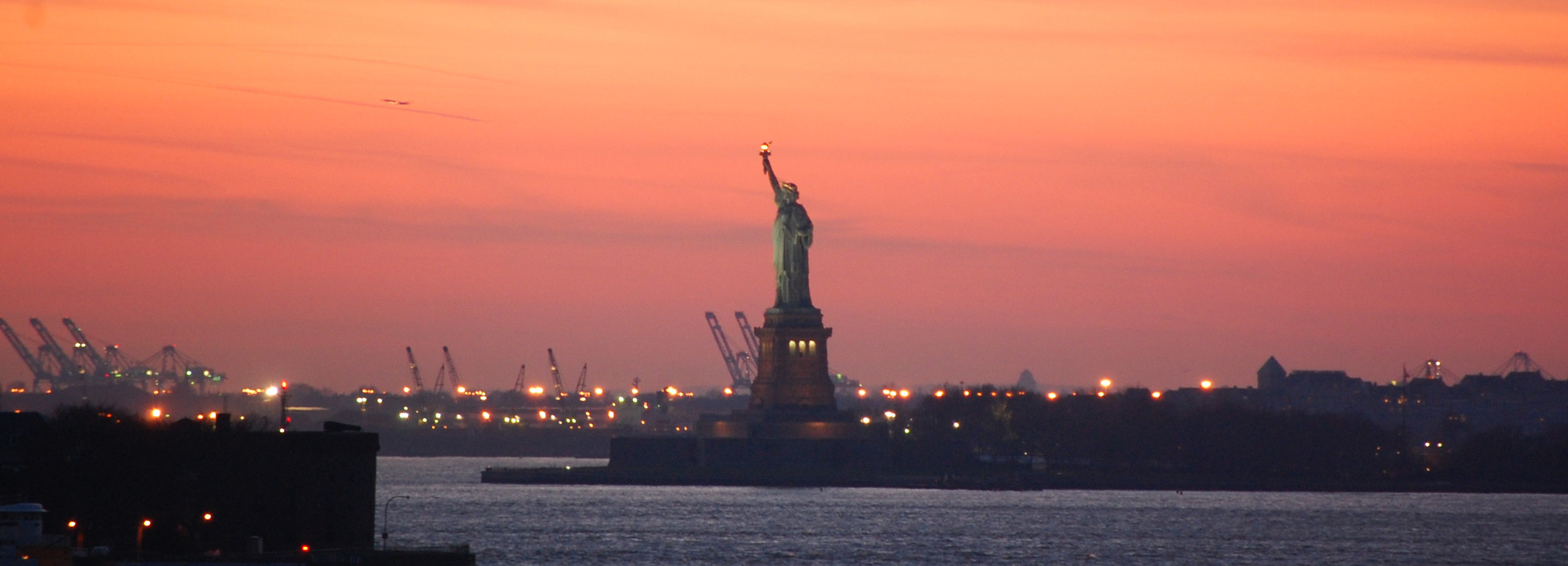
تمثال الحرية يحيي المهاجرين إلى الولايات المتحدة.

يحدد قانون العمل في الولايات المتحدة الحقوق والواجبات لكلّ مِن الموظفين، والنقابات العمالية، وأصحاب العمل في الولايات المتحدة. يتمثّل الهدف الأساسي لقانون العمل في معالجة «عدم تكافؤ القوة التفاوضية» بين الموظفين وأصحاب العمل، لا سيما أصحاب العمل «المنظمين على مستوى المؤسسات، أو غيرها من جمعيات الملكية». طوال القرن العشرين، رسّخ القانون الفيدرالي الحد الأدنى من الحقوق الاقتصادية والاجتماعية، وحثّ قوانينَ الولايات على تجاوز الحد الأدنى لما هو في صالح الموظفين. يحدّد قانون معايير العمل العادل لعام 1938 حدًا أدنى للأجور على المستوى الفيدرالي، يبلغ حاليًا 7.25 دولارًا، ولكنه يبلغ أكثر من ذلك في 29 ولاية وفي العاصمة واشنطن، ولا يشجع على تجاوز ساعات العمل الأسبوعية أكثر من 40 ساعة من خلال فرضه دفعَ أجر على ساعات العمل الإضافية.
لا يوجد قانون فيدرالي يشترط وجود إجازات سنوية مدفوعة الأجر أو إجازة العائلية مدفوعة الأجر، وتتسم قوانين الولايات بقصورها في هذا الجانب. ينصّ قانون الإجازة العائلية والمَرضية لعام 1993 على حق محدود في الحصول على إجازة غير مدفوعة الأجر لمدة 12 أسبوعًا في الكيانات الضخمة. إنما ليس ثمة حق تلقائي في الحصول على راتب التقاعد المهني إضافةً إلى التأمين الاجتماعي المفروض اتحاديًا، لكن يتطلّب قانون تأمين دخل الموظف المتقاعد لعام 1974 وجودَ معايير الإدارة الحكيمة وحُسن التوجيه إذا وافق أرباب العمل على دفع معاشات تقاعدية، أو مخصصات الرعاية الصحية، أو غيرها من المزايا. كما يشترط قانون السلامة والصحة المهنية للعام 1970 أن يحظى الموظفون بنظامٍ آمنٍ للعمل.
يمكن الاتفاق في عقد العمل لوضع شروط أفضل من الحد الأدنى من الحقوق القانونية. إنما بُغية زيادة قدرتهم التفاوضية للحصول على شروط أفضل، ينظم الموظفون نقابات عمالية للمفاوضة الجماعية. يضمن قانون كلايتون لمكافحة الاحتكار للعام 1914 حق الجميع في التنظيم، ويكفل القانون الوطني للعلاقات العمالية للعام 1935 حقوقًا لمعظم الموظفين للتنظيم دون أن يلحق بهم الضرر بسبب ممارسات العمل غير العادلة. بموجب قانون الإبلاغ والكشف عن إدارة العمل للعام 1959، تتقيد إدارة النقابات العمالية بالمبادئ الديمقراطية. في حال كان غالبية الموظفين في مكان العمل يدعمون نقابة عماليةً ما، فمن واجب الجهات الموظِّفة المساومةَ بنية حسنة. يمكن للنقابات العمالية أن تتخذ إجراءات جماعية للدفاع عن مصالح العمال، ويشمل ذلك توقفهم عن العمل بسبب الإضراب. حتى الآن لا توجد حقوق عامة للمشاركة المباشرة في إدارة المؤسسة، ولكن جرّب العديد من الموظفين والنقابات الحصول على درجةٍ من التأثير من خلال صناديق المعاشات التقاعدية، والتمثيل في مجالس إدارة الشركات.
منذ صدور قانون الحقوق المدنية لعام 1964، يتوجب على جميع الجهات الموظِّفة والنقابات العمالية معاملة الموظفين بصورة متساوية، دون تمييز على أساس «العرق، أو اللون، أو الدين، أو الجنس، أو الأصل القومي». ثمة قواعد منفصلة تتعلق بالتمييز على أساس الجنس في الأجور بموجب قانون تكافؤ الأجور للعام 1963. وأُضيفت مجموعات غير المذكورة آنفًا ذات «وضع محمي» في قانون التمييز على أساس العمر في التوظيف للعام 1967 وقانون الأمريكيين ذوي الإعاقة للعام 1990. لا يوجد قانون فيدرالي يحظر جميع أنواع التمييز على أساس الميول أو الهوية الجنسية، ولكن أقرّت 22 ولاية قوانين بهذا الصدد بحلول العام 2016. بشكل عام، تحظر قوانين المساواة هذه التمييز في التوظيف، وشروط التوظيف، وتجرّم الطرد من العمل بسبب التمييز ضد فئةٍ محمية.
كما أنه ليس ثمة قانون اتحادي ضد الفصل التعسّفي، وليس في معظم الولايات أية قوانين تقدم الحماية الكاملة ضد الفصل غير المشروع من الخدمة. تشترط الاتفاقات الجماعية التي عقدتها النقابات العمالية وبعض عقود العمل تشترط ألا يُفصل العامل سوى على أساس «سبب وجيه». يتطلب قانون الإشعار بتكيّف وإعادة تدريب العمال للعام 1988 أن تقدم الجهات الموظِّفة إشعارًا قبل 60 يومًا إذا كان أكثر من %50 أو ثلث العمّال على وشك فقدان وظائفهم. سعى القانون الفيدرالي لبلوغ مستوى التوظيف الكامل من خلال السياسة النقدية والإنفاق على البنية التحتية. كما حاولت السياسة التجارية إدراج حقوق العمال في الاتفاقيات الدولية، بهدف ضمان عدم تقويض الأسواق المفتوحة في الاقتصاد العالمي التجارة العادلة والتوظيف الكامل.

## نبذة تاريخية
تعود أصول قانون العمل الأمريكي المعاصر بغالبها إلى القوانين التي أُقرّت بين الأعوام 1935 و1974، والتفسيرات المتغيرة للمحكمة العليا للولايات المتحدة الأمريكية. بالرغم من ذلك، فقد بدأت القوانين منذ حقبة المستعمرات الأمريكية فصاعدًا بتحديد حقوق العمال في مكان العمل وأصحاب العمل. قبل إعلان الاستقلال الأمريكي في العام 1776، كان القانون العام إما مُبهمًا حيال حقوق العمال أو حتى معاديًا لها. اتُّهمت النقابات العمالية بأنها مؤامرات، بل وذات طبيعة إجرامية محتملة.  كما تساهَل القانون العام مع الرق والعبودية التعاقدية. وبعد حرب البيكوات في ولاية كونيتيكت في العام 1636 وما تلاها، استعبَد المستوطنون الأوروبيون الشعوب الأصلية في الأمريكتين. وصل أكثر من نصف المهاجرين الأوروبيين بصفتهم سجناء، أو في حالة العبودية التعاقدية، ولم يكن لهم حرية ترك مشغّليهم في العمل حتى سداد سند الدين. حتى إبطالها، جلبت تجارةُ العبيد عبر المحيط الأطلسي ملايين الأفارقة لزجّهم في أعمال السخرة في الأمريكتين.
بالرغم مما سبق، ففي العام 1772 قضت محكمة مقعد الملك الإنجليزية في قضية سومرست ضد ستيوارت باعتبار العبودية غير قانونية بموجب القانون العام. اشترى تشارلز ستيوارت من بوسطن بولاية ماساتشوستس جيمس سومرست عبدًا وذهب به إلى إنجلترا. بمساعدة من بعض أنصار إلغاء العبودية، هرب سومرست ورفع دعوى قضائية لاستصدار الأمر بالمثول أمام القضاء (أن «حجزَ جسده» لم يكن قانونيًا). بعد إعلان ويليام موراي (إيرل مانسفيلد الأول) أنه يجب «السماح بتطبيق العدالة بغض النظر عن العواقب»، اعتَبر أن العبودية «غاية في الفظاعة» لدرجة أنه لا يجوز لأحد أن يأخذ «عبدًا بالقوة لبيعه» لأي «سببٍ كان».
ومثّل ذلك الوضع أساسًا للتذمر في الولايات الجنوبية المتاجرة بالرقيق، وصولًا إلى اندلاع الثورة الأمريكية في العام 1776. وفقًا لتعداد الولايات المتحدة 1790، وُجد 694,280 من العبيد (17.8%) من إجمالي عدد السكان البالغ 3,893,635 نسمة. بعد الاستقلال، أوقفت الإمبراطورية البريطانية تجارة الرقيق في المحيط الأطلسي في العام 1807، وأبطلت الرقّ على أراضيها، عبر دفع التعويضات لمالكي العبيد في العام 1833. في الولايات المتحدة، ألغت الولايات الشمالية العبودية بصورة تدريجية. بالرغم من ذلك، لم تتخذ الولايات الجنوبية نفس الإجراء. في قضية دريد سكوت ضد ساندفورد، قضت المحكمة العليا للولايات المتحدة بأن الحكومة الفيدرالية لا يمكنها ضبط العبودية، وبأن الأفراد في وضع العبودية لا يحظون بحقوق قانونية في المحاكم.
فجاءت الحرب الأهلية الأمريكية نتيجة لذلك الوضع. حدّد إعلان تحرير العبيد الذي أصدره الرئيس أبرهام لينكولن في العام 1863 إلغاءَ العبودية هدفًا من أهداف الحرب، وكرّس التعديل الثالث عشر لدستور الولايات المتحدة الأمريكية في العام إلغاءَ معظم أشكال الرق في الدستور. كما حظر قانون السُخرة التأجيرية للعام 1867 مالكي العبيد السابقين من احتجاز الأفراد في العمل لرد الدين. وكفِل التعديل الرابع عشر لدستور الولايات المتحدة الأمريكية المساواةَ في إمكانية اللجوء إلى القضاء، وقضى التعديل الخامس عشر لدستور الولايات المتحدة بأن يحظى جميع الأفراد بالحق في التصويت.